# 哈罗德·J·莫罗维茨
哈罗德·J·莫罗维茨（1927年12月4日—2016年3月22日）是一位美国生物物理学家，毕业于耶鲁大学，现为喬治梅森大學教授，专攻生命系统中的热力学问题。